# Орден Білого лева
Орден Білого лева (Řád bílého lva) — найвища державна нагорода Чехії.

## Історія ордена
Орден було започатковано у 1922 році для нагородження іноземних громадян — особливо видатних політичних та громадських діячів, представників міжнародних організацій за заслуги перед державою.
Орденом нагороджує президент Чехії своїм указом.

## Ступені
З 1922 по 1990 роки (Чехословацька республіка та Чехословацька Соціалістична Республіка) орден мав три класи:
- Орден 1 ступеня
- Орден 2 ступеня
- Орден 3 ступеня

Знак ордена I ступеня носився на банті наплічної орденської стрічки, перекинутої через праве плече; ордена II й III ступеня — на шийній орденській стрічці.
З 1990 по 1992 (Чеська та Словацька Федеративна Республіка) орден мав п'ять класів:
- Великий Хрест — орденська стрічка зі знаком ордена, зірка і як особливий ступінь — золотий ланцюг
- Гранд-офіцер — орденська стрічка зі знаком ордена й зірка
- Командор — орденська стрічка зі знаком ордена
- Офіцер — знак ордена на нагрудній колодці з розеткою
- Кавалер — знак ордена на нагрудній колодці

Знак ордена I ступеня носиться на банті наплічної орденської стрічки, перекинутої через праве плече; ордена II та III ступеня — на шийній орденській стрічці, IV та V ступені на нагрудній колодці.
Зірки ордена носяться на правому боці грудей.
З 1994 року (Че́ська Респу́бліка) орден має п'ять класів:
- Великий Хрест — орденська стрічка зі знаком ордена, зірка і як особливий ступінь — золотий ланцюг
- Гранд-офіцер — орденська стрічка зі знаком ордена й зірка
- Командор — орденська стрічка зі знаком ордена
- Офіцер — знак ордена на нагрудній колодці з розеткою
- Кавалер — знак ордена на нагрудній колодці

Знак ордена I ступеня носиться на банті наплічної орденської стрічки, перекинутої через праве плече; ордена II та III ступеня — на шийній орденській стрічці, IV та V ступені на нагрудній колодці.
Зірки ордена носяться на правому боці грудей.

## Опис

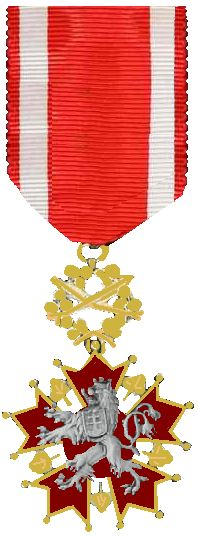
Знак ордена (1922—1961)

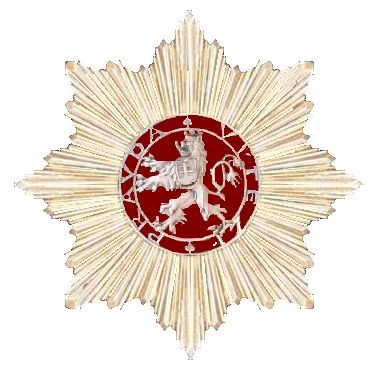
Зірка ордена (1922—1961)

Первинно знак ордена являє собою п'ятикутний трипелюстковий хрест червоної емалі, в центрі якого зображено білий чеський геральдичний двохвостий коронований лев. Кожна з пелюсток хреста закінчується золотою кулькою, між променями хреста зображено липовий лист.
На зворотному боці знаку кожен промінь хреста несе на собі герб однієї з історичних областей, що входять до складу Чехії: Богемія, Словаччина, Моравія, Підкарпатська Русь, Сілезія. В центрі знаку круглий медальйон червоної емалі, на якому зображено монограму Чеської Республіки. Медальйон оточений білим кільцем, на якому накреслено гасло ордена: «PRAVDA VÍTĚZÍ» (Правда переможе).
Вінчає хрест бляшка у вигляді вінка з двох липових гілок, зверху яких накладено дві пальмові гілки (для нагородження за громадянські заслуги) або два меча (для нагородження за воєнні заслуги).
Зірка ордена — восьмипроменева з центральним медальйоном червоної емалі з облямівкою. В медальйоні зображення білого чеського геральдичного двохвостого коронованого лева. На облямівці — гасло ордена «PRAVDA VÍTĚZÍ».
Стрічка ордена червона, з білими смугами по краях.
У 1961 році до зовнішнього вигляду ордена були внесені незначні зміни: з лева було прибрано корону, зі зворотного боку знаку — герби історичних областей.
У 1990 році знаку ордена було повернено первинний вигляд. Після розпаду Чехословаччини на Чехію та Словаччину з грудей білого лева прибрали щиток з гербом Словаччини.

## Орден Білого лева «За Перемогу»

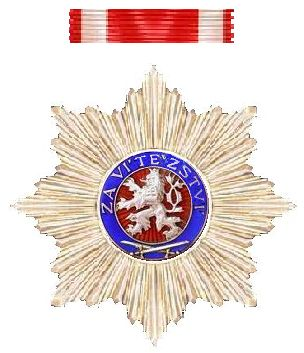
Орден Білого лева «За Перемогу»

Орден було започатковано 9 лютого 1945 року.
Нагороджувались як окремі військовослужбовці, так і військові частини, з'єднання за видатні воєнні заслуги й подвиги на полі бою.
Орден мав п'ять ступенів:
- Зірка ордена Білого лева «За Перемогу» I ступеня
- Зірка ордена Білого лева «За Перемогу» II ступеня
- Хрест ордена Білого лева «За Перемогу»
- Золота медаль ордена Білого лева «За Перемогу»
- Срібна медаль ордена Білого лева «За Перемогу»

Ордени I та II ступеня носяться на правому боці грудей, III, IV та V ступенів — на лівому.

### Опис ордена Білого лева «За Перемогу»

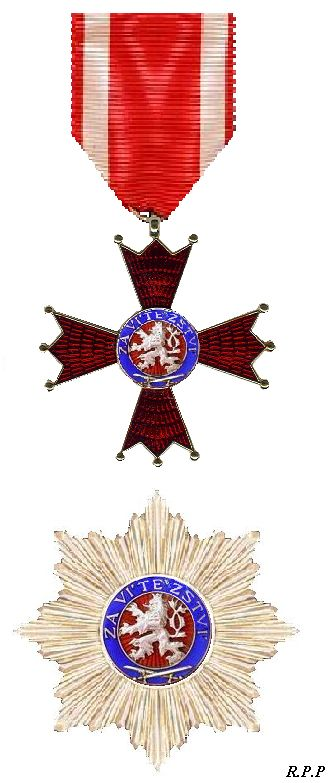
Хрест ордена Білого лева «За Перемогу»

Знак ордена являє собою срібну восьмипроменеву зірку з центральним медальйоном червоної емалі з облямівкою синьої емалі. В медальйоні зображення білого чеського геральдичного двохвостого лева. На облямівці гасло ордена «ZA VÍTĚZSTVÍ» (За Перемогу), внизу два перехрещених мечі.
Хрест ордена являє собою чотирикутний трипелюстковий хрест червоної емалі з центральним медальйоном червоної емалі з облямівкою синьої емалі. В медальйоні зображення білого чеського геральдичного двохвостого лева. На облямівці назва ордена «ZA VÍTĚZSTVÍ» (За Перемогу), знизу два перехрещених мечі. На реверсі хреста в центрі монограма Чехословацької Республіки, по облямівці гасло ордена «PRAVDA VÍTĚZÍ». Хрест за допомогою кільця з'єднується з колодкою, обтягнутою орденською муаровою стрічкою.
Медаль ордена на аверсі несе на собі без емалеве зображення центрального медальйону ордена з облямівкою. Реверс містить в центрі монограму Чехословацької Республіки, по облямівці гасло ордена «PRAVDA VÍTĚZÍ». Медаль за допомогою кільця з'єднується з колодкою, обтягнутою орденською муаровою стрічкою.

## Фотографії

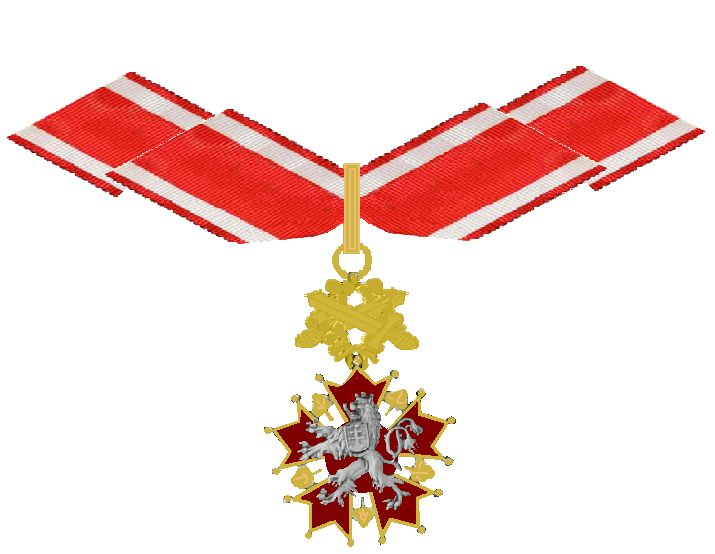
Знак 2 ступеня (1922-1961)
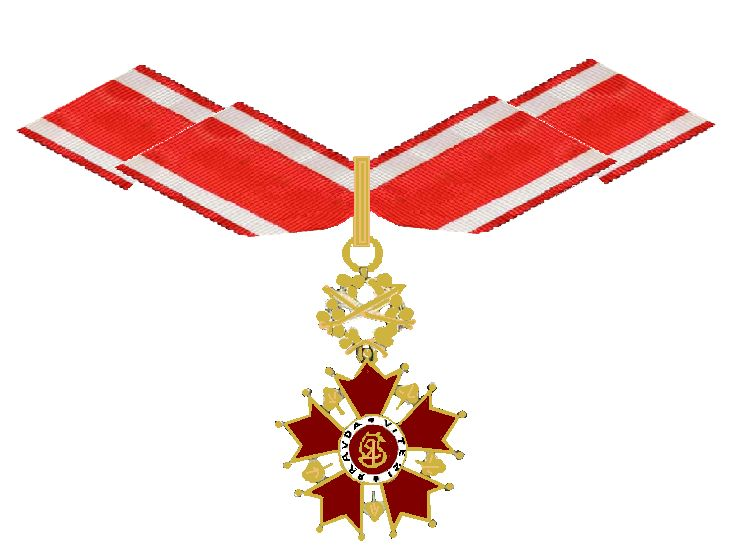
Знак 2 ступеня (1961-1990). Реверс
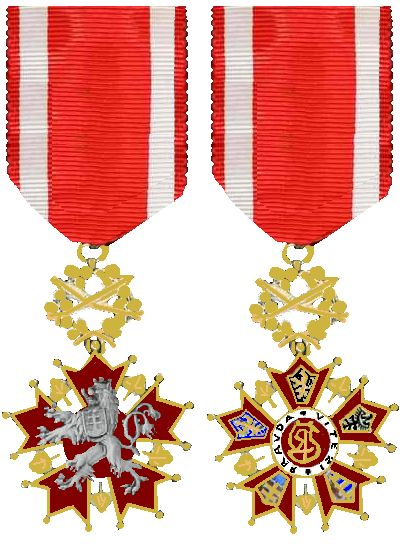
Знак ордена (1922-1961)
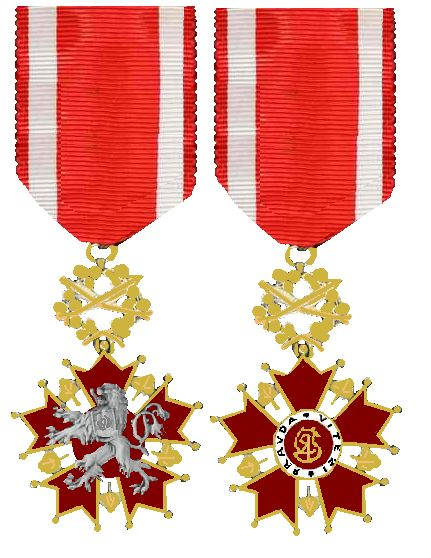
Знак ордена (1961-1990)
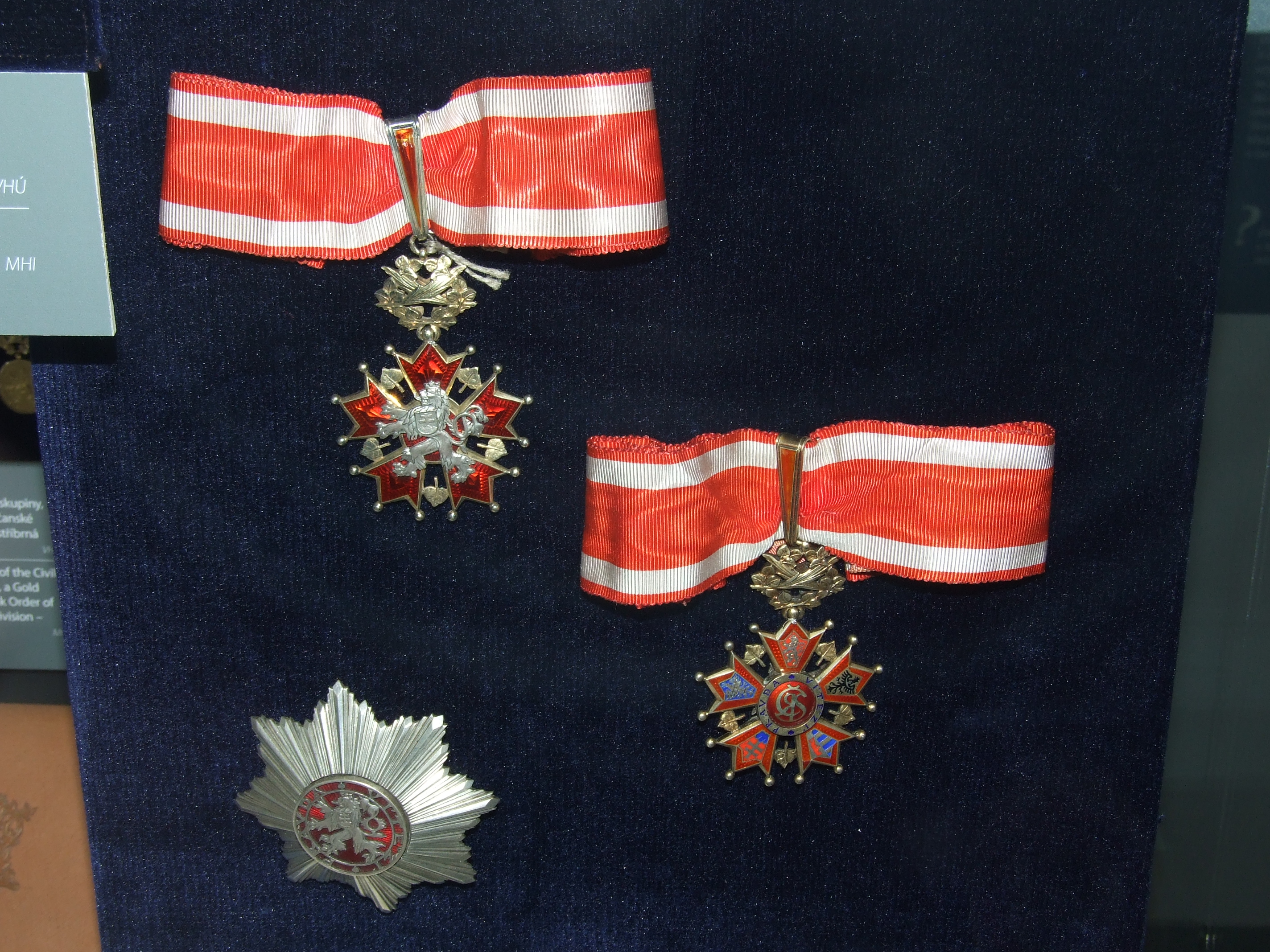
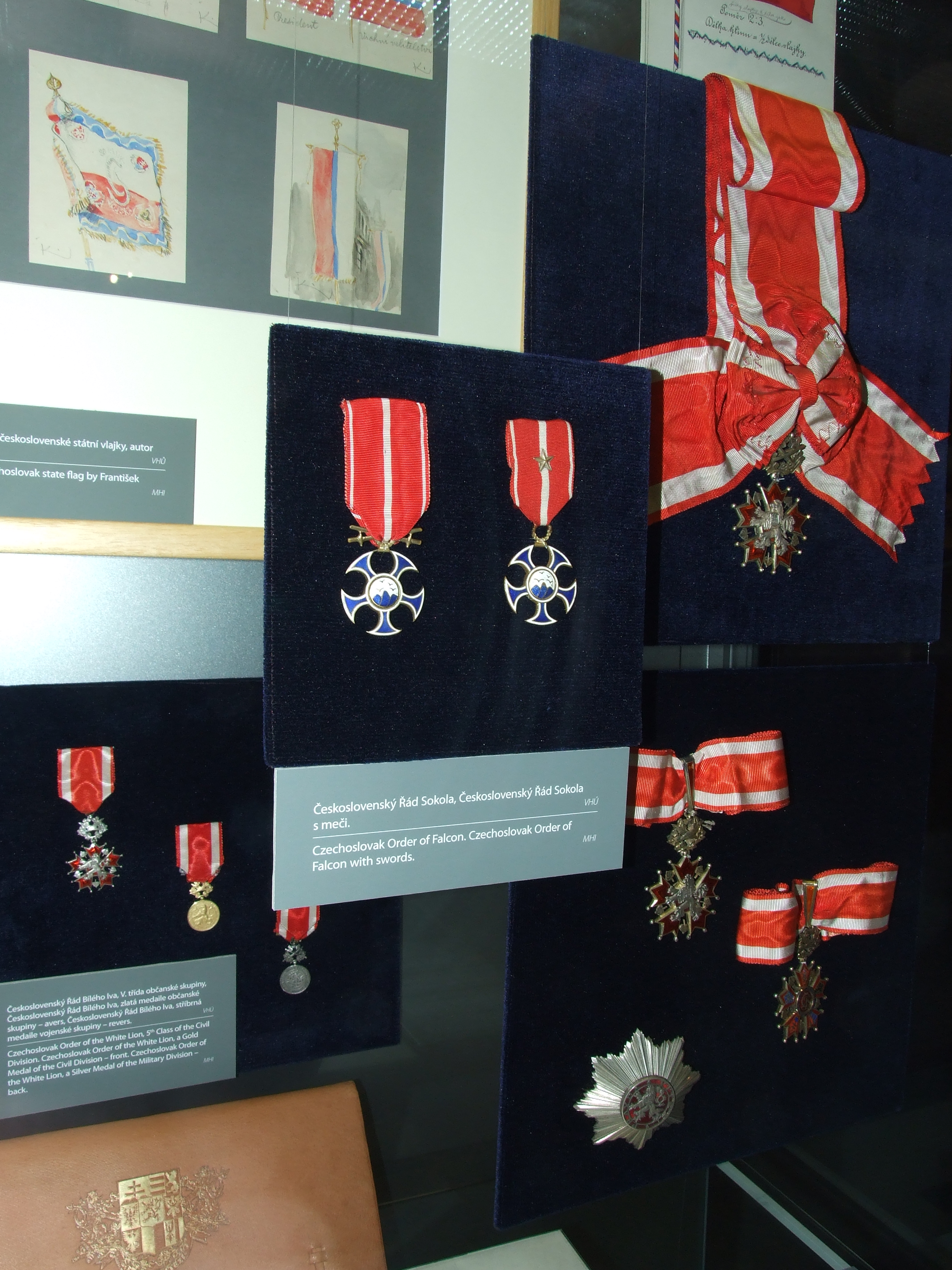
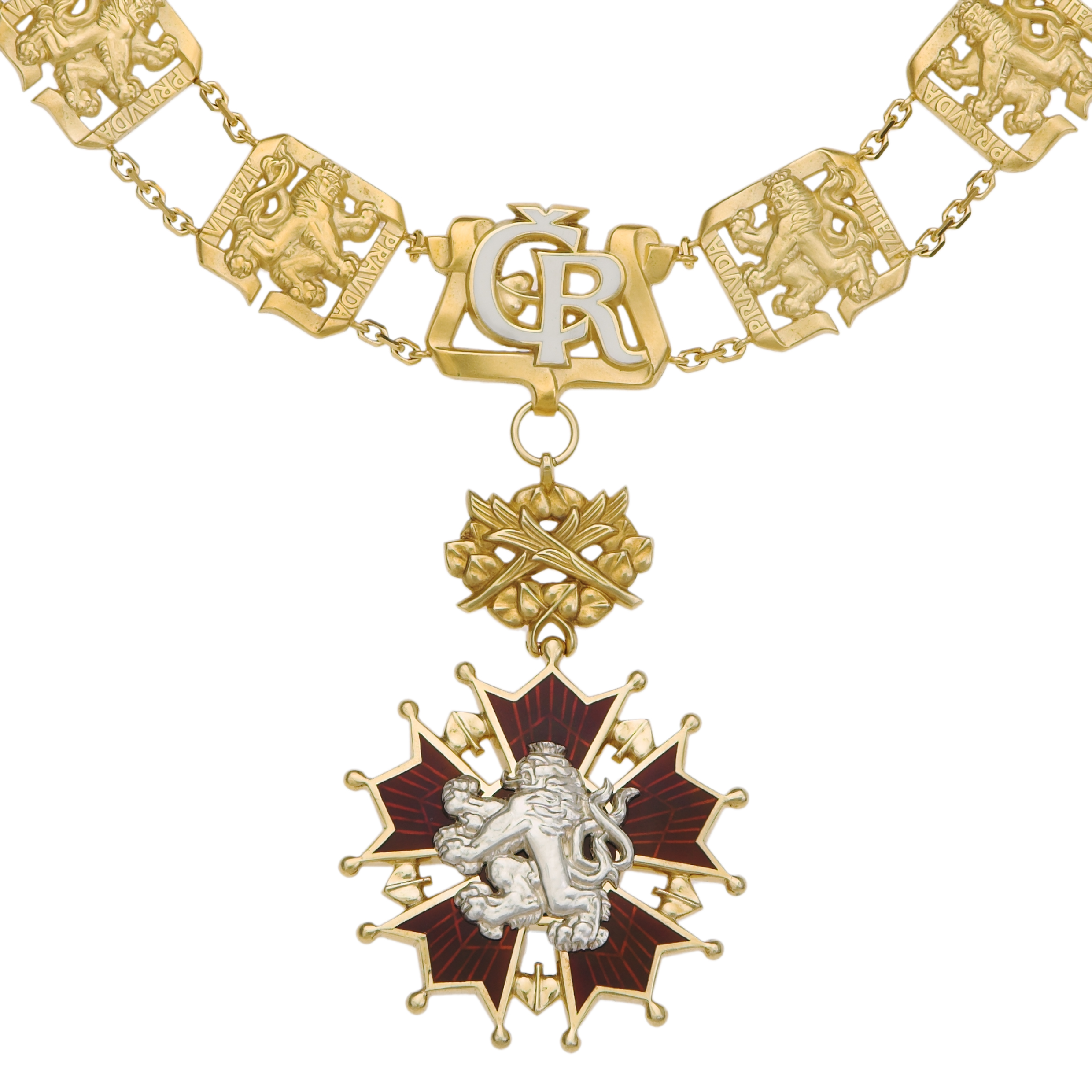
Знак ордена на ланцюзі
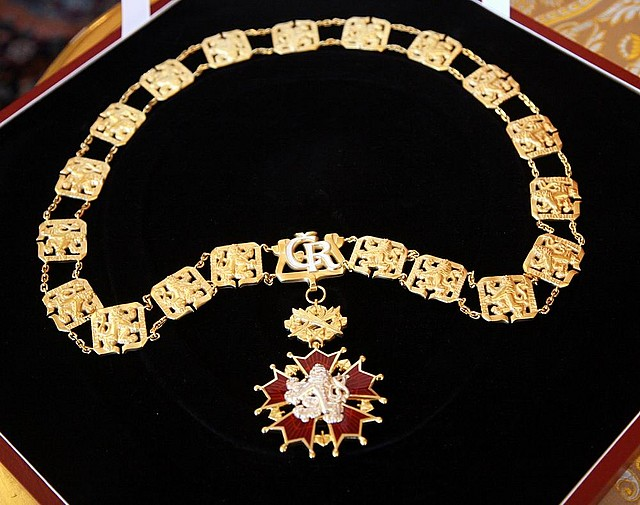
Знак ордена на ланцюзі